# 马甲蛤属
马甲蛤属（学名：Macalia）是樱蛤科下的一个属。

## 下属物种
本属包括以下物种：
- 马甲蛤 Macalia bruguieri (Hanley, 1844)